# Lucanus plossi
Lucanus plossi là một loài bọ cánh cứng trong họ Lucanidae. Loài này được Zilioli mô tả khoa học năm 2001.